# Kamatriádes
Kamatriádes, en grec moderne : Καματριάδες, est un village du dème de Histiée-Edipsós, sur l'île d'Eubée, en Grèce.
Selon le recensement de 2011, la population de Kamatriádes compte 381 habitants.